# Муди, Айвен
Айвен Льюис Муди (англ. Ivan Lewis Moody), фамилия при рождении — Грининг (англ. Greening; род. 7 января 1980, Денвер, Колорадо США), — американский певец, вокалист грув-метал-группы Five Finger Death Punch, прежде был известен под псевдонимом Ghost (с англ. — «Призрак») в составе ню-метал-группы Motograter, когда был её вокалистом.

## Биография

### Motograter (2002—2006)
Карьеру вокалист начал в 2002 году, присоединившись к калифорнийской группе Motograter. С ней он выпустил в 2003 году дебютный альбом с одноименным названием. Затем группа взяла небольшой перерыв, для возможности создания членами группы собственных, параллельных проектов. Но постепенно группа развалилась, одной из причин стал уход Айвена в 2006 году.

### Ghost Machine (2005—2006)
Все началось с встречи Муди с Джоном Стивенсом на XM Radio. Джон, впечатлённый вокалом Айвена, предлагает ему сотрудничество. Позже к ним присоединился ударник Motograter Крис Бинс, клавишник Бретт Дэвис и басист Майк Маклаулин. 26 июля 2005 года группа выпускает одноименный альбом на собственном лейбле Black Blood Records.
21 декабря 2005 года Ghost Machine подписывают контракт с независимым лейблом Corporate Punishment Records. 21 ноября 2006 года группа выпускает второй альбом Hypersensitive.

### Five Finger Death Punch (2006—н.в.)
В 2006 году Золтан Батори (основатель FFDP, гитарист венгерского происхождения, в прошлом — участник U.P.O) послал вокалисту Ghost Machine Айвену Муди материал группы, и тот присоединился к ней. В составе Five Finger Death Punch Айвен Муди записал 9 студийных альбомов.
Выступая на сцене в Денвере 14 октября 2022 г., вокалист Айвен Муди заявил: «…я собираюсь записать ещё один альбом Five Finger Death Punch, а затем я ухожу из хэви-метала». Одна из причин ухода музыканта является желание проводить с семьёй больше времени.

## Дискография

### Motograter
- 2003 — Motograter[англ.]

Также вышло четыре демо-записи Motograter с вокалом Муди, включая «Down (2002 Demo)», «No Name (2002 Demo)», «Red (2002 Demo)» и «Failure (Live 2004)».

### Ghost Machine
- 2005 — Ghost Machine[англ.]
- 2006 — Hypersensitive[англ.]

После выхода альбома Hypersensitive, Ghost Machine начали работу над альбомом ремиксов, который им пришлось отложить из-за успеха Five Finger Death Punch. Четыре ремикса были выпущены для скачивания на странице с ремиксами группы на MySpace: «God Forbid (Black Cape Remix)», «Vegas Moon (Pete Murray Remix)», «Siesta Loca (Steven’s Organic Drum Remix)» и «Burning Bridges (Depression Remix)».

### Five Finger Death Punch
- 2007 — The Way of the Fist
- 2009 — War Is the Answer
- 2011 — American Capitalist
- 2013 — The Wrong Side of Heaven and the Righteous Side of Hell, Volume 1
- 2013 — The Wrong Side of Heaven and the Righteous Side of Hell, Volume 2
- 2015 — Got Your Six
- 2018 — And Justice for None
- 2020 — F8
- 2022 — AfterLife

### Гостевые участия
| Год  | Название              | Другие исполнители                                                                                                | Альбом               |
| ---- | --------------------- | --- | -------------------- |
| 2012 | «A Penny for a Tale»  | N/A | The Devil’s Carnival |
| 2019 | «Outlaws & Outsiders» | Кори Маркс | Who I Am             |
| 2020 | «Maybe It’s Time»     | Sixx:A.M. при участии Джо Эллиотта, Брэнтли Гилберта, Айвена Муди, Слэша, Кори Тейлора, Awolnation и Томми Векста | Sno Babies           |